# Trương Xuân Lâm
Trương Xuân Lâm (tiếng Trung giản thể: 张春林, bính âm Hán ngữ: Zhāng Chūnlín, sinh tháng 2 năm 1965, người Hán) là chính trị gia nước Cộng hòa Nhân dân Trung Hoa. Ông là Ủy viên dự khuyết Ủy ban Trung ương Đảng Cộng sản Trung Quốc khóa XX, hiện là Phó Bí thư Khu ủy, Bộ trưởng Bộ Tuyên truyền Khu ủy Tân Cương. Ông từng là Phó Chủ tịch thường vụ Tân Cương, Chủ nhiệm Ủy ban Cải Phát Tân Cương.
Trương Xuân Lâm là đảng viên Đảng Cộng sản Trung Quốc, học vị Cử nhân Cơ giới nông nghiệp, Thạc sĩ Khoa học quản lý, Tiến sĩ Kinh tế học. Ông có sự nghiệp hơn 35 năm đều công tác ở Tân Cương.

## Xuất thân và giáo dục
Trương Xuân Lâm sinh vào tháng 2 năm 1965, quê quán tại địa cấp thị Đức Dương, tỉnh Tứ Xuyên, Cộng hòa Nhân dân Trung Hoa. Ông lớn lên và tốt nghiệp cao trung ở Đức Dương, thi cao khảo vào năm 1982 và đỗ Học viện Nông 81 Tân Cương, nay là Đại học Nông nghiệp Tân Cương, tới thủ phủ Ürümqi nhập học hệ máy móc nông nghiệp vào tháng 9 cùng năm, tốt nghiệp cử nhân chuyên ngành này vào tháng 7 năm 1986. Sau đó hơn 10 năm, vào tháng 9 năm 1998, ông tham gia chương trình nghiên cứu sinh tại chức về quản lý kinh tế nông nghiệp ở trường Nông nghiệp Tân Cương, nhận bằng Thạc sĩ Khoa học quản lý vào tháng 7 năm 1999. Từ tháng 9 năm 2004, ông là nghiên cứu sinh sau đại học về kinh tế học tài nguyên và môi trường ở Trường Quản lý và Kinh tế của Đại học Tân Cương, trở thành Tiến sĩ Kinh tế học vào tháng 6 năm 2007. Giai đoạn này ông cũng tham gia các chương trình như học ngoại ngữ chuyên sâu dành cho cán bộ Đảng chính từ tháng 10 năm 2003 đến tháng 1 năm 2004; được điều sang California, Hoa Kỳ để bồi dưỡng tại Đại học Woodbury từ tháng 12 năm 2004 đến tháng 3 năm 2005, đều tổ chức bởi trường Tân Cương. Trương Xuân Lâm được kết nạp Đảng Cộng sản Trung Quốc vào năm cuối đại học vào tháng 1 năm 1986 ở Nông nghiệp Tân Cương, ông từng tham gia khóa học cán bộ Tân Cương giai đoạn tháng 3–7 năm 2010 ở Trường Đảng Trung ương Đảng Cộng sản Trung Quốc.

## Sự nghiệp

### Các giai đoạn
Tháng 8 năm 1986, sau khi tốt nghiệp Nông nghiệp Tân Cương, Trương Xuân Lâm được phân về địa khu Tháp Thành của Tân Cương để công tác, bắt đầu với vị trí cán bộ Văn phòng Địa ủy Tháp Thành. Sau đó, ông lần lượt là Thư ký cấp phó khoa từ tháng 11 năm 1989, chính khoa từ tháng 4 năm 1993, rồi Phó Trưởng ban Công tác kinh tế của Địa ủy Tháp Thành từ tháng 12 năm 1993. Sang tháng 7 năm 1994, ông được điều tới huyện Sa Loan của Tháp Thành làm Phó Bí thư Huyện ủy, kiêm nhiệm Bí thư Đảng ủy Ủy ban xí nghiệp hương trấn của Sa Loan từ cuối năm này. Đến đầu năm 1998, ông được điều trở lại Tháp Thành làm Phó Tổng thư ký Địa ủy, đồng thời giữ thêm vị trí Chủ nhiệm Văn phòng Tiểu tổ lãnh đạo công tác kinh tế địa khu này từ cuối năm. Ở cương vị này cho đến cuối năm 2000, ông được điều lên Chính phủ Nhân dân Khu tự trị Duy Ngô Nhĩ Tân Cương, nhậm chức Phó Bí thư Đảng tổ, Cục trưởng Cục Quản lý xí nghiệp hương trấn của khu tự trị suốt giai đoạn 2000–06, từng được điều lên trung ương kiêm nhiệm là Phó Cục trưởng Cục Xí nghiệp hương trấn của Bộ Nông nghiệp trong giai đoạn tháng 5–11 năm 2002.
Tháng 6 năm 2006, Trương Xuân Lâm được điều về Châu tự trị Mông Cổ Bortala của Tân Cương, được chỉ định vào Ủy ban Thường vụ Châu ủy, nhậm chức Phó Châu trưởng thường vụ. Sau đó 5 năm, ông được điều lên Chính phủ khu, nhậm chức Phó Bí thư Đảng tổ, Sảnh trưởng Sảnh Kiểm toán, rồi Phó Bí thư Đảng tổ, Chủ nhiệm Ủy ban Cải cách và Phát triển Tân Cương từ tháng 3 năm 2013, đồng thời kiêm nhiệm Chủ nhiệm Văn phòng Tiểu tổ lãnh đạo điều phối công tác Ứng đối viện trợ Tân Cương từ tháng 6 cùng năm.

### Cấp cao Tân Cương
Vào tháng năm 2017, Trương Xuân Lâm được bầu làm Phó Chủ tịch Tân Cương, sang đầu năm 2018 thì được bầu vào Ủy ban Thường vụ Khu ủy Tân Cương, giữ chức vụ Phó Chủ tịch thường vụ Tân Cương cho đến năm 2021. Tháng 4 năm 2021, ông được bầu làm Phó Bí thư Khu ủy Tân Cương, đến ngày 31 tháng 10 cùng năm thì kiêm nhiệm làm Bộ trưởng Bộ Tuyên truyền Khu ủy Tân Cương. Cuối năm 2022, ông là đại biểu của đoàn Tân Cương dự Đại hội Đảng Cộng sản Trung Quốc lần thứ XX. Trong quá trình bầu cử tại đại hội, ông được bầu là Ủy viên dự khuyết Ủy ban Trung ương Đảng Cộng sản Trung Quốc khóa XX.